# M. Huruliborasandra, Kunigal
M. Huruliborasandra là một làng thuộc tehsil Kunigal, huyện Tumkur, bang Karnataka, Ấn Độ.